# Ramusella mihelcici
Ramusella mihelcici är en kvalsterart som först beskrevs av Pérez-Íñigo 1965.  Ramusella mihelcici ingår i släktet Ramusella och familjen Oppiidae. Inga underarter finns listade i Catalogue of Life.